# Timisoara, Rumænien sommeren 1990
|  | Denne artikel er oprettet af botten Steenthbot ud fra en ekstern database. Den kan derfor have sproglige fejl eller mangler. Denne skabelon kan fjernes efter kontrol af indholdet. |

Timisoara, Rumænien sommeren 1990 er en dansk dokumentarfilm fra 1992 instrueret af Anette Larsen og Leif Andruszkow og efter manuskript af Anette Larsen og Jensen, Alice B..

## Handling
Portræt af tre unge rumænere fra byen Timisoara, sommeren 1990. I programmet skildres forskelle og lighede mellem de tre unge, som er - trods landets sociale assimilisation - fra forskellige sociale lag. De fortæller om dagligdagens Rumænien, om deres...